# Запорізька єпархія ПЦУ
Запорізька єпархія — єпархія ПЦУ на території Запорізької області.

## Історія єпархії
Запорізька єпархія УПЦ КП, утворена рішенням Священного Синоду від 1 лютого 1996 року. До цього вона була об'єднана з Дніпропетровською єпархією і носила назву Дніпропетровсько-Запорізька.
Коли Єпископ Григорій (Качан) приїхав з благословення Патріарха Філарета на Запорізькі землі, в області нараховувалося 12 приходів, що діяли. Не було типових приміщень та відповідного освіченого духовенства. Єпархіальне управління являло собою напіврозвалений колишній кінотеатр. Завдяки праці Владики Григорія, за час його перебування на Запорізькій кафедрі майже втричі збільшилось духовенство, а парафій нараховується понад сто.
Кожного дня відбувається богослужіння у Кафедральному Соборі Святої Трійці. При соборі діє недільна школа, а також проводяться активні роботи із закінчення будівництва навчального духовного комплексу.
У наш час спостерігається активний ріст єпархії: будуються храми, рукопокладаються нові священики.
У 2020 році 21 вересня єпископ Фотій, на території військового містечка №2 9 полку оперативного призначення імені Героя України лейтенанта Богдана Завади (в/ч 3029 НГУ) освятив храм на честь Святого Мученика Іоанна Воїна. Фундамент побудованої церкви був закладений ще у жовтні 2019 року. 

## Керуючі єпархією
- 1 лютого 1996 р. - 17 грудня 2014 Григорій (Качан)
- (З 17 грудня 2014) Фотій (Давиденко).

## Монастирі єпархії
Свято-Миколаївський чоловічий монастир  с. Строганівка Мелітопольського району. Намісник ігумен Пахомій (Бєзгалов).

## Храми єпархії

### Запорізьке благочиння
Запоріжжя
| №  | Назва                              | Адреса                                                                                 | Настоятель                                                   |  | Примітка |
| -- | ---------------------------------- | -------------------------------------------------------------------------------------- | ------------------------------------------------------------ |  | -------- |
| 1  | Кафедральний собор Святої Трійці   | вул. Святоволодимирська, 101-А                                                         | єпископ Фотій (Давиденко) благочинний митр. прот. Ігор Кащій |  |          |
| 2  | храм святителя Миколая             |                                                                                        | єпископ Фотій (Давиденко)                                    |  |          |
| 3  | храм Преображення Господнього      |                                                                                        | о. Василь Калин                                              |  |          |
| 4  | храм Покрови Пресвятої Богородиці  |                                                                                        | о. Василь Калин                                              |  |          |
| 5  | храм Архистратига Михаїла          | вул. Вербова, 11                                                                       | о. Юрій Сокальський                                          |  |          |
| 6  | храм св. рівноап. князя Володимира | вул Новокузнецька 5-А. 1-й Південний м-рн. (Піски).                                    | о. Юрій Сокальський                                          |  |          |
| 7  | храм святителя Петра Могили        |                                                                                        | о. Василь Пасічник                                           |  |          |
| 8  | храм Христа Спасителя              | вул. Чумаченка, 26                                                                     | о. Василь Пасічник                                           |  |          |
| 9  | храм святителя Василія Великого    |                                                                                        | о. Василь Попелюк                                            |  |          |
| 10 | храм св. влмч. Варвари             |                                                                                        | о. Василь Попелюк                                            |  |          |
| 11 | храм св. ап. Петра і Павла         | перехрестя вул. Спартака Маковського (Косигіна) та вул. Вороніна, Шевченківський район | о. Василь Терно                                              |  |          |
| 12 | храм св. влмч. Пантелеймона        |                                                                                        | о. Василь Терно                                              |  |          |
| 13 | храм Воскресіння Господнього       |                                                                                        | о. Василь Пасічник                                           |  |          |
| 14 | храм св. ап. Петра і Павла         |                                                                                        | о. Олександр Хомета                                          |  |          |
| 15 | храм Архистратига Михаїла          | вул. Передатна 20. Район Калантировка                                                  | о. Олександр Хомета, ієромонах Флавій (Кальницький)          |  |          |
| 16 | храм Преображення Господнього      | вул Новобудов 2. Хортицький район (Бабурка).                                           | о. Ігор Ганущак                                              |  |          |

с. Наталівка
| № | Назва                     | Адреса | Настоятель          |  | Примітка |
| - | ------------------------- | ------ | ------------------- |  | -------- |
| 1 | храм св. Василія Великого |        | о. Олександр Хомета |  |          |

с. Степне
| № | Назва                                             | Адреса | Настоятель          |  | Примітка |
| - | ------------------------------------------------- | ------ | ------------------- |  | -------- |
| 1 | храм ікони Пресвятої Богородиці Живоносне джерело |        | о. Олександр Хомета |  |          |

с. Лежине
| № | Назва                     | Адреса | Настоятель          |  | Примітка |
| - | ------------------------- | ------ | ------------------- |  | -------- |
| 1 | храм Архистратига Михаїла |        | о. Олександр Хомета |  |          |

с. Нижня Хортиця
| № | Назва                             | Адреса | Настоятель      |  | Примітка |
| - | --------------------------------- | ------ | --------------- |  | -------- |
| 1 | храм Покрови Пресвятої Богородиці |        | о. Василь Калин |  |          |

с. Долинське
| № | Назва                     | Адреса | Настоятель          |  | Примітка |
| - | ------------------------- | ------ | ------------------- |  | -------- |
| 1 | храм Архистратига Михаїла |        | о. Олександр Хомета |  |          |

смт Балабине
| № | Назва                             | Адреса | Настоятель      |  | Примітка |
| - | --------------------------------- | ------ | --------------- |  | -------- |
| 1 | храм св. ап. Андрія Первозванного |        | о. Ігор Ганущак |  |          |

с. Хортиця
| № | Назва                             | Адреса | Настоятель      |  | Примітка |
| - | --------------------------------- | ------ | --------------- |  | -------- |
| 1 | храм Покрови Пресвятої Богородиці |        | о. Василь Калин |  |          |

### Бердянське благочиння
с. Осипенко
| № | Назва                             | Адреса | Настоятель       |  | Примітка |
| - | --------------------------------- | ------ | ---------------- |  | -------- |
| 1 | храм Покрови Пресвятої Богородиці |        | о. Василь Турчак |  |          |

с. Червоне Поле
| № | Назва                             | Адреса | Настоятель       |  | Примітка |
| - | --------------------------------- | ------ | ---------------- |  | -------- |
| 1 | храм Покрови Пресвятої Богородиці |        | о. Василь Турчак |  |          |

с. Андрівка
| № | Назва            | Адреса | Настоятель     |  | Примітка |
| - | ---------------- | ------ | -------------- |  | -------- |
| 1 | храм св. Миколая |        | о. Сергій Крот |  |          |

Бердянськ
| № | Назва                              | Адреса | Настоятель        |  | Примітка |
| - | ---------------------------------- | ------ | ----------------- |  | -------- |
| 1 | храм св. влмч. Георгія Побідоносця |        | о. Сергій Крот    |  |          |
| 2 | храм св. праведної Анни            |        | о. Степан Вилущак |  |          |
| 3 | храм Архистратига Михаїла          |        | о. Степан Вилущак |  |          |
| 4 | храм Покрови Пресвятої Богородиці  |        | о. Степан Вилущак |  |          |

### Василівське благочиння
Василівка
| № | Назва                             | Адреса | Настоятель       |  | Примітка |
| - | --------------------------------- | ------ | ---------------- |  | -------- |
| 1 | храм Покрови Пресвятої Богородиці |        | о. Роман Садовий |  |          |

с. Зелений Гай
| № | Назва                                     | Адреса | Настоятель       |  | Примітка |
| - | ----------------------------------------- | ------ | ---------------- |  | -------- |
| 2 | храм Тверської ікони Пресвятої Богородиці |        | о. Роман Садовий |  |          |

с. Верхня Криниця
| № | Назва                             | Адреса | Настоятель       |  | Примітка |
| - | --------------------------------- | ------ | ---------------- |  | -------- |
| 3 | храм св. ап. АНдрія Первозванного |        | о. Роман Садовий |  |          |

с. Балки
| № | Назва                             | Адреса | Настоятель      |  | Примітка |
| - | --------------------------------- | ------ | --------------- |  | -------- |
| 4 | храм Успіння Пресвятої Богородиці |        | о. Ігор Синчина |  |          |

с. Тополине
| № | Назва            | Адреса | Настоятель      |  | Примітка |
| - | ---------------- | ------ | --------------- |  | -------- |
| 5 | храм св. Миколая |        | о. Ігор Синчина |  |          |

с. Кам'янське
| № | Назва                              | Адреса | Настоятель      |  | Примітка |
| - | ---------------------------------- | ------ | --------------- |  | -------- |
| 1 | храм св. рівноап. князя Володимира |        | о. Ігор Синчина |  |          |

с. Орлянське
| № | Назва                       | Адреса | Настоятель    |  | Примітка |
| - | --------------------------- | ------ | ------------- |  | -------- |
| 1 | храм св. Миколая Чудотворця |        | о. Ігор Дзюба |  |          |

### Великобілозерське благочиння
с. Новопетрівка
| № | Назва                       | Адреса | Настоятель      |  | Примітка |
| - | --------------------------- | ------ | --------------- |  | -------- |
| 1 | храм св. Миколая Чудотворця |        | о. Ігор Синчина |  |          |

с. Гюнівка
| № | Назва                            | Адреса | Настоятель      |  | Примітка |
| - | -------------------------------- | ------ | --------------- |  | -------- |
| 2 | храм Різдва Пресвятої Богородиці |        | о. Ігор Синчина |  |          |

### Веселівське благочиння
смт. Веселе
| № | Назва                         | Адреса | Настоятель       |  | Примітка |
| - | ----------------------------- | ------ | ---------------- |  | -------- |
| 1 | храм Преображення Господнього |        | о. Василь Квашко |  |          |

смт. Веселе
| № | Назва                             | Адреса | Настоятель       |  | Примітка |
| - | --------------------------------- | ------ | ---------------- |  | -------- |
| 2 | храм Покрови Пресвятої Богородиці |        | о. Василь Квашко |  |          |

с. Гоголівка
| № | Назва                            | Адреса | Настоятель       |  | Примітка |
| - | -------------------------------- | ------ | ---------------- |  | -------- |
| 3 | храм Різдва Пресвятої Богородиці |        | о. Василь Квашко |  |          |

с. Зелений Гай
| № | Назва                       | Адреса | Настоятель       |  | Примітка |
| - | --------------------------- | ------ | ---------------- |  | -------- |
| 4 | храм Вознесіння Господнього |        | о. Василь Квашко |  |          |

с. Новоуспенівка
| № | Назва                             | Адреса | Настоятель           |  | Примітка |
| - | --------------------------------- | ------ | -------------------- |  | -------- |
| 5 | храм Покрови Пресвятої Богородиці |        | о. Василь Запоточний |  |          |

с. Новоіванівка
| № | Назва                       | Адреса | Настоятель           |  | Примітка |
| - | --------------------------- | ------ | -------------------- |  | -------- |
| 6 | храм Вознесіння Господнього |        | о. Василь Запоточний |  |          |

с. Запоріжжя
| № | Назва                             | Адреса | Настоятель           |  | Примітка |
| - | --------------------------------- | ------ | -------------------- |  | -------- |
| 6 | храм Покрови Пресвятої Богородиці |        | о. Василь Запоточний |  |          |

с. Таврія
| № | Назва                                  | Адреса | Настоятель           |  | Примітка |
| - | -------------------------------------- | ------ | -------------------- |  | -------- |
| 7 | храм благовірних князів Бориса і Гліба |        | о. Василь Запоточний |  |          |

с. Чкалове
| № | Назва                             | Адреса | Настоятель       |  | Примітка |
| - | --------------------------------- | ------ | ---------------- |  | -------- |
| 8 | храм Успіння Пресвятої Богородиці |        | о. Мар'ян Нестер |  |          |

с. Менчикури
| № | Назва                        | Адреса | Настоятель       |  | Примітка |
| - | ---------------------------- | ------ | ---------------- |  | -------- |
| 9 | храм св. ап. Івана Богослова |        | о. Мар'ян Нестер |  |          |

с. Піскошине
| №  | Назва            | Адреса | Настоятель       |  | Примітка |
| -- | ---------------- | ------ | ---------------- |  | -------- |
| 10 | храм св. Миколая |        | о. Мар'ян Нестер |  |          |

### Вільнянське благочиння
с. Михайлівка
| № | Назва                             | Адреса | Настоятель       |  | Примітка |
| - | --------------------------------- | ------ | ---------------- |  | -------- |
| 1 | храм Покрови Пресвятої Богородиці |        | о. Степан Кутній |  |          |

### Гуляйпільське благочиння
Гуляйполе
| № | Назва                             | Адреса | Настоятель       |  | Примітка |
| - | --------------------------------- | ------ | ---------------- |  | -------- |
| 1 | храм Покрови Пресвятої Богородиці |        | о. Степан Кутній |  |          |

смт. Залізничне
| № | Назва                            | Адреса | Настоятель       |  | Примітка |
| - | -------------------------------- | ------ | ---------------- |  | -------- |
| 1 | храм Різдва Пресвятої Богородиці |        | о. Степан Кутній |  |          |

## Світлини парафій

Храм на честь св. Кирила і Мефодія. Мелітополь. Встановлення хрестів.
Храм Покрови Пресвятої Богородиці у смт. Веселе.
Храм Архистратига Михаїла у Долинському
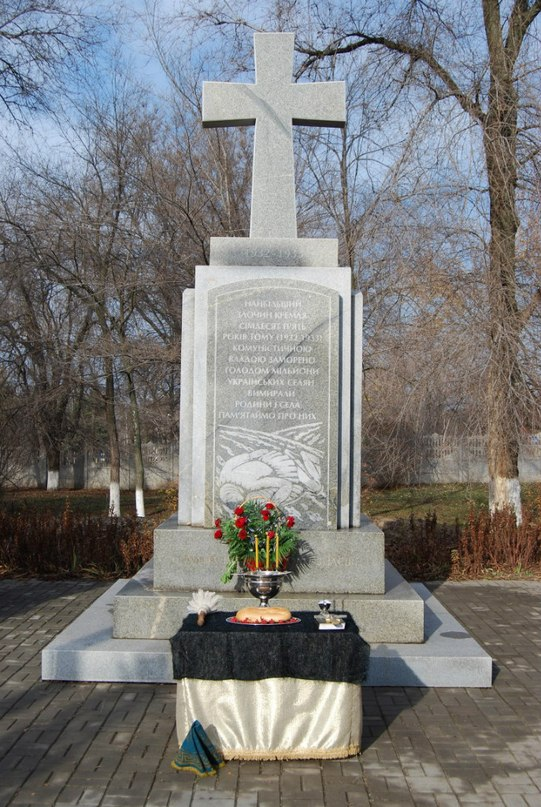
Пам'ятник жертвам Голодомору 1932-1933 рр., встановлений біля Кафедрального собору Святої Трійці